# Dieudonné Dubois
Pour les articles homonymes, voir Dubois.
Dieudonné Dubois, né le 20 novembre 1759 à Saint-Dié dans les Vosges et mort le 14 mai 1804 (24 Floréal, An XII) dans la même ville, est un administrateur et homme politique français. Il est député, président du Conseil des Cinq-Cents, puis préfet et conseiller d'État.

## Biographie
Ce fils de marchand est avocat dans sa ville natale lorsqu'éclate, en 1789, la Révolution française. Nommé administrateur du district de Saint-Dié, il est selon certains le deuxième maire de la ville.[réf. nécessaire]
Le 22 vendémiaire an IV (14 octobre 1795), il est élu député au Conseil des Cinq-Cents par le département des Vosges à une très large majorité de 101 voix sur 135 votants,. Au cours de son mandat, il se signale dans les discussions relatives aux finances et est notamment à l'origine de la future Inspection générale des finances,.

## Mandats et fonctions au plus haut niveau de l'État
- Président du Conseil des Cinq-Cents du 20 octobre au 20 novembre 1798.
- Préfet de la Gironde (1800)

## Mandats locaux
- Maire de Saint-Dié (Vosges) en 1790. Il a été le deuxième maire de cette ville.